# ツーリングカー
ツーリングカー（touring car）は、自動車のカテゴリの一つ。一般的には乗用車のうち、スポーツカーに対して、その他の通常車種を指す言葉として用いられる。

## 自動車黎明期のツーリングカー

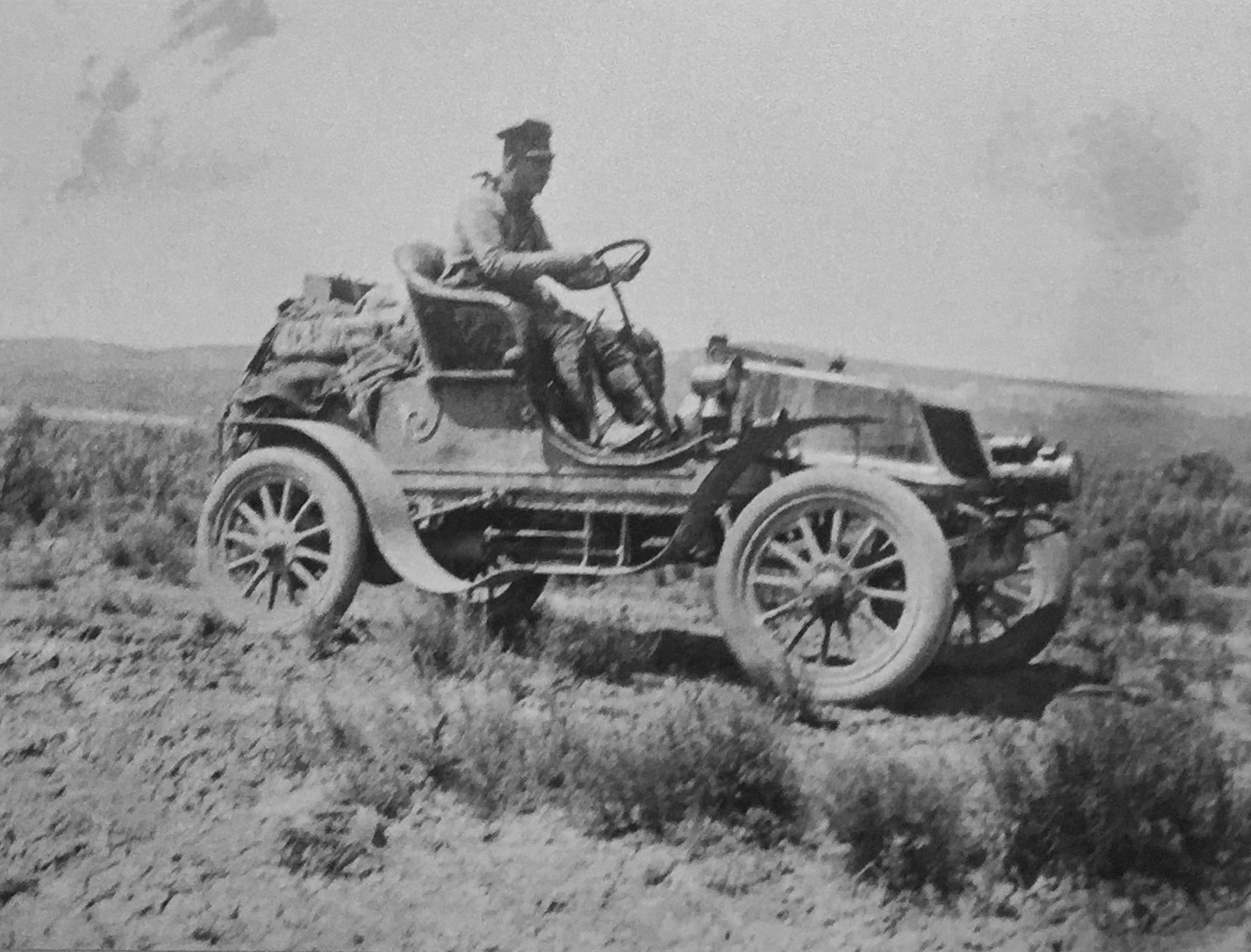
1903年、2座席ウィントン社製ツーリングカー『バーモント号』に乗って史上初のアメリカ横断に挑むホレィシォ・ネルソン・ジャクソン

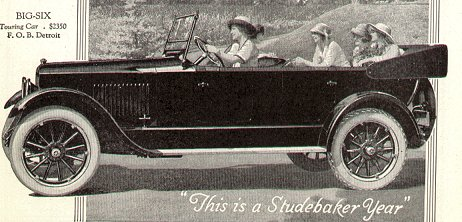
1920 Studebaker Big Six ツーリング・カー（touring car） 屋根を閉じた状態。折りたたんだ屋根は「ファン（fan）」と呼ばれていた。

ツーリングカー（touring car） とは20世紀初頭に広く使用された乗用車のボディスタイル。ツアラー（tourer）ともよばれ、ラナバウト、ロードスターに比べ大型のもの。屋根のないスタイルであり、通常は折りたたみ式の幌を備えていたため、のちにコンバーチブルトップと呼ばれるようになる。当時ツーリングカーとよばれた乗用車は、ほとんどが後部にトノーと呼ばれるシート部を装備し、これにより4人以上の乗員を確保していた。初期のツーリングカーではエンジンは、車両前方だけでなく車両中央座席下部に配置されたものもあった。このツーリングカーは、その後、現代的なセダン/サルーンのボディ・スタイルにつながる。
ツーリングカーという乗用車ボディスタイルは、米国では、1910年代半ばまでには4ドアであったり、折りたたみ式幌が付属したりと、様々なバリエーションが作られるようになり、当時提供されていたボディスタイルの中で最も広く一般に普及していたタイプであった。
1908年から1927年にかけてフォード社が生産したフォード・モデルTではその多くは5人乗りツーリングカーであった。これは当初4ドア車だったが、のちに運転席外側に予備ホイールが常設されるようになり運転手が助手席から乗り込む3ドア（1+2ドア）のツーリングカーとなっている。18年以上もの間大量生産され、乗用車、トラック、ボディーを架装しないシャシモデルを合わせて1,500万台ほど製造されたT型のうち、およそ44 %にあたる6,519,643台（約652万台）がこのツーリングカーであった。次いで多く生産されたタイプはトラックである。
特定モデルにはサイド・カーテンも付属していた。これは乗員を悪天候時に保護するためのものである。これが装備されていない車の場合、ドライバーと同乗者は自然に立ち向かわなければならなかった。折りたたまれた屋根（トップ）は、後席の後ろ側に「大きくかさばったでっぱり」となって畳まれ、これは「ファン（fan）」と呼ばれていた。屋根（幌）とその木製の支柱（幌骨）を保護するために「ファンカバー（fan covers）」が使用された。
ツーリングカーは米国では1920年代初頭には衰退しはじめる。それは居住空間が覆われたクローズドタイプの乗用車がより手に入りやすい値段となってきたからだった。こうしてオープンタイプが主流だった時代が米国では終わることになった。クロースドタイプが当たり前になって以降は、逆にクローズドタイプをツーリングカーと呼ぶようになった。

## JISによる規定
日本工業規格（JIS、現・日本産業規格）において、乗用車の区別の一形態として、スポーツカーとツーリングカーを規定している。
スポーツカー（sports car）
運転を楽しむために作られた軽快な乗用車または乗用自動車。
ツーリングカー（touring car）
普通に実用されている乗用車または乗用自動車（“スポーツカー”に対する用語）。
自動車関連の規格として、社団法人自動車技術会が原案を作成しJISが取りまとめたものの一部であり、上記規定は乗用車のカテゴリ分類における切り口の一つである。
JISの規定としては記載されていないが、「車両の仕様の違い」および「運転の目的の違い」からこの区別がなされると考えられる。ミニバンやSUVが流行する以前、一般的な乗用車はほとんどがスポーツカーもしくはツーリングカーに分類され、その多くは実用車であり、それはツーリングカーに分類されることとなる。

## モータースポーツ

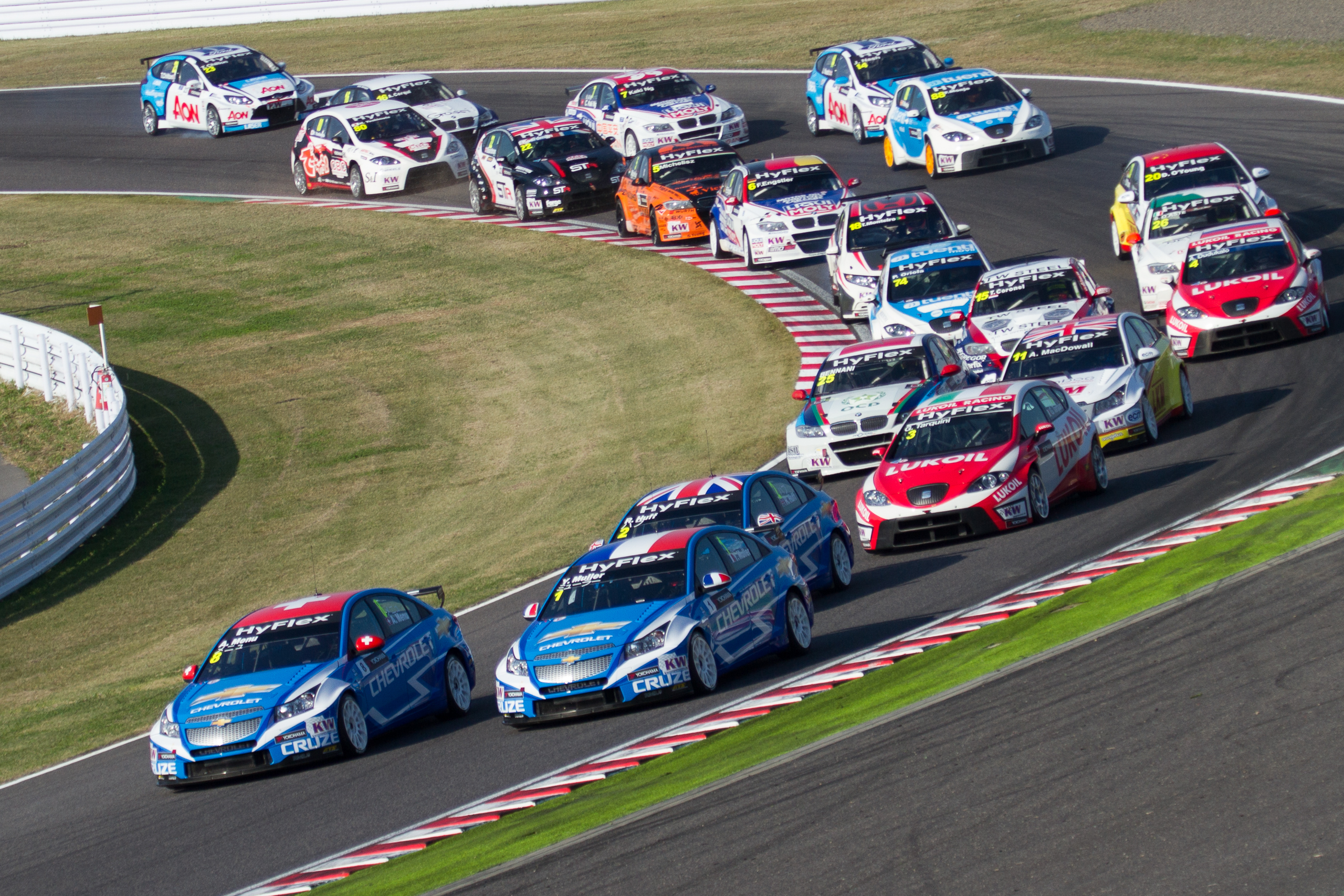
WTCCジャパン（2012年）

市販車・市販車を改造したマシン・市販車のような外見をしたマシンで行うサーキットレースを「ツーリングカーレース」、そのレースに使用される車を「ツーリングカー」と呼ぶ。上記JIS定義と異なりスポーツカーでも広義のツーリングカーに含まれるが、プロレベルで通用するスーパーカーや、それに匹敵するレベルで改造したスポーツクーペのレースは「GT（グランドツーリングカー）」と呼んで区別するのが一般的である。
日本では車検証の車型欄で、セダン、クーペ、ハードトップが「箱型」に分類されていることから、箱レーサーや箱車（はこしゃ）とも呼ばれ、自動車雑誌などでは専らハコ車と表記される。また、ツーリングカーレースを得意とするドライバーを「ハコ遣い」と呼ぶ。
改造できる部分の少ないグループNやショールーム・ストックから、「アンリミテッド」と呼ばれる改造無制限ものまで、それぞれの主催者やレースにおいて車両への改造範囲が規定されている。なお、市販車からほぼ無改造のツーリングカーは「プロダクションカー」（量産車）や「ショールーム・ストック」（主に北米で、展示車のままの意）とも呼ばれる。
NASCARのストックカーやドイツツーリングカー選手権（DTM）／GT500の「クラス1」規定のように、市販車に一切由来しない共通ボディとレース専用エンジンを用い、外観だけツーリングカーに似せる「シルエットタイプカー」のカテゴリも存在するが、これらをツーリングカーに含める場合もある。ツーリングカー・GT・ストックカーのカテゴライズの名称の区別の基準は明確に定まっているわけではなく、歴史的な連続性や慣習で決まってしまう場合が多い。例えば前出のクラス1規定は実質的にはストックカーに限りなく近い規則であるが、DTMは「ツーリングカーレース」、GT500も「GTレース」として展開されている。
ツーリングカーレースの車両はアマチュア色の強いレースほど市販状態に近く、逆にプロフェッショナルレースに近づくほど改造度合いが大きくなる傾向がある。これは観衆もプロドライバーもよりラップタイムの速いマシンにより興味を示すというのが表向きの理由であるが、市販状態に近いままだとホモロゲーション条件である「最低生産台数」を高いレベルでクリアする（＝戦闘力の高いベース車両を大量に製造・販売する）必要があり、メーカーの負担が増すというのも大きな理由である。
ラリー、ラリークロス、トライアル、ジムカーナといったサーキットレース以外の競技もツーリングカーで行われることが多い。
2021年現在のFIAのツーリングカー向け規定としては、グループA、グループN、グループRally、TCRが存在する。古くはスーパーツーリング、スーパー2000、スーパー1600なども知られた。

### 主なツーリングカーの選手権
ここではセダンなど4座席のツーリングカーが用いられているカテゴリを記載する。GTやストックカーについては当該記事を参照のこと。

#### 現行の選手権
- 世界ツーリングカーカップ（WTCR、旧TCRインターナショナル）
- イギリスツーリングカー選手権（BTCC）
- スウェーデンツーリングカー選手権（STCC）
- イタリアスーパーツーリズモ選手権（CIVT）
- 豪州スーパーカーシリーズ
- スーパー耐久
- ピレリ・ワールド・チャレンジ（PWC）
- コンチネンタル・タイヤ・スポーツカー・チャレンジ（CTSC）
- 中国ツーリングカー選手権（CTCC）
- タイツーリングカー選手権
- アルゼンチン・スーパーTC2000

#### 過去の選手権
- 世界ツーリングカー選手権（WTCC:1987年、2005〜2017年）
- ヨーロッパツーリングカー選手権（ETC:1963~1988年、ETCC:2002~2004年）
- 全日本ツーリングカー選手権（JTC:1985~1993年、JTCC:1994~1998年）
- ドイツツーリングカー選手権（第1期）（DTM:1984~1996年）
- 国際ツーリングカー選手権（ITC:1995~1996年）
- ドイツツーリングカー選手権（第2期）（DTM:2000~2011年[1]）